# Erlach (Renchen)
Erlach ist ein Ortsteil von Renchen im Ortenaukreis (Baden-Württemberg).

## Lage
Erlach liegt am Westrand des Schwarzwalds in der Ortenau und ist ein Ortsteil von Renchen. Durch den Ort fließt die Rench, die bei Rheinau Helmlingen in den Rhein mündet. Die fruchtbaren Böden und das für den Obst- und Weinbau günstige Klima im Oberrheingraben tragen maßgeblich dazu bei, dass die Landwirtschaft auch heute noch ein wichtiges Standbein in Erlach darstellt. Im Jahr 2006 erhielt das Dorf die Silbermedaille im Wettbewerb „Unser Dorf soll schöner werden“. Die Rench teilt das Dorf in 2 Teile: das Vorderdorf (u. a. Pfarrhaus, Rathaus) und das Hinterdorf (u. a. Kirche). Das Hinterdorf hat den Mühlekanal und das Brunnenbächle, das ehemals Grenze der Herrschaften Ortenau und Oberkirch war.

## Wappen
Das Erlacher Wappen ist in Rot gehalten und zeigt eine mit blauen Edelsteinen besetzte goldene Krone, darunter das goldene Ortszeichen – ein Halbmond mit aufgesetztem Kreuz. Das Dorfwappen ist auf der Erlacher Brücke abgebildet.

## Geschichte

### Bis zum 19. Jahrhundert
Erlach darf zu den zwischen 500 und 700 n. Chr. unter fränkischer Herrschaft in dieser Region entstandenen Siedlungen gezählt werden. Der Ortsname wird gedeutet als „Erlenwald am Bach“ (Rench) und änderte im Laufe der Geschichte den Namen von Erlehe 1285, Erleche, Erleiche 1411 bis hin zu Erlach 1533. Der Ort wurde erstmals 1285 urkundlich erwähnt und entstand aus drei Höfen.
1548 wurde der Ort von einem Bewohner niedergebrannt. Durch seine besondere geographische Lage, am Übergang des Renchtals in die Rheinebene, wurde Erlach zur Zeit der Bauernkriege und des Dreißigjährigen Kriegs oft zerstört und verwüstet. Aus diesem Grund existieren heute kaum noch Gebäude, die vor Beginn des 17. Jahrhunderts errichtet worden sind. Diese Zerstörungen haben die Entwicklung Erlachs in den zurückliegenden drei Jahrhunderten maßgeblich beeinflusst. Erlach gehörte zur bischöflich-straßburgischen Herrschaft Oberkirch, Gericht Ulm und wurde innerhalb des Gerichts Ulm durch einen Heimburger vertreten. Ab 1808 war der Ort eine von Ulm verwaltete Vogtei und wurde 1832 eine selbständige Gemeinde. Von 1840 bis 1893 wanderten 93 Einwohner nach Amerika aus.

### 20. und 21. Jahrhundert
Am 1. Januar 1975 wurde Erlach nach Renchen eingemeindet.
Der Gewinn der Silbermedaille im Wettbewerb „Unser Dorf soll schöner werden“ im Jahr 2006 ist auch dem ehrenamtlichen Engagement der Bürger zu verdanken. Weitere größere Projekte waren die Generalsanierung der Kirche, der Ausbau der Gemeindeverbindungsstraße nach Renchen sowie eines Teilstücks in Richtung Ulm, in dessen Zusammenhang auch Radwege angelegt wurden. Die Erschließung von Baugebieten wie auch Straßen- und Kanalsanierungsmaßnahmen runden die Entwicklung ab.

### Ortsvorsteher
| Datum   | Titel         | Name             |
| ------- | ------------- | ---------------- |
| 1819    | Stabhalter    | Joachim Kupferer |
| 1821    | Vogt          | Joachim Kupferer |
| 1832/33 | Bürgermeister | Joachim Kupferer |

### Demographie
Einwohnerzahlen nach dem jeweiligen Gebietsstand.
| Jahr            | Einwohnerzahl | Anmerkung                |
| --------------- | ------------- | ------------------------ |
| 1624            | 6             |                          |
| 18. Jahrhundert | 629           |                          |
| 1813            | 382           |                          |
| 1825            | 489           | alle katholisch          |
| 1852            | 567           |                          |
| 1875            | 530           | 528 kath., 1 evangelisch |
| 1900            | 462           | alle katholisch          |
| 1925            | 494           | 493 kath., 1 evangelisch |
| 1939            | 513           |                          |
| 1960            | 540           |                          |
| 1961            | 584           |                          |
| 1964            | 603           |                          |
| 1971            | 705           |                          |
| 1995            | ca. 840       |                          |
| 2012            | 885           |                          |

## Kirche
Die katholische Kirche St. Anastasius wurde 1511 erbaut und war damals Filiale von St. Mauritius in Ulm. Ab 1569 sollte wöchentlich eine Messe darin stattfinden, ab 1775 jeden Sonntag – was jeweils kaum praktiziert wurde. 1861 wurde die Gemeinde eine Kuratie, 1876 eigene Pfarrei. Die heutige (2010) Pfarrkirche St. Anastasius und hl. Edith Stein wurde 1884–1885 erbaut, wobei der Turm von 1511 beibehalten, aber erhöht wurde.
Das Kirchenbuch ist seit 1862 vorhanden.

## Vereine
- Musikverein Erlach e. V. (gegründet 1926)
- Männergesangsverein Erlach
- Freizeitsportclub Erlach